# Cynapes canosus
Cynapes canosus là một loài nhện trong họ Salticidae.
Loài này thuộc chi Cynapes. Cynapes canosus được Eugène Simon miêu tả năm 1900.